# Могоёнок
Могоёнок (бур. Могой - Змея) — село в Аларском районе Усть-Ордынского Бурятского округа Иркутской области. Входит в муниципальное образование «Могоёнок» и является его центром.

## География
Село расположено в 12 км северо-восточнее районного центра.
Ранее вдоль населённого пункта протекала крупная река, к настоящему времени исчезнувшая. На её месте осталось заболоченное место.
Состоит из 7 улиц:
- 40 лет Победы
- Звёздочка
- Заречная
- Колхозная
- Лесная
- Трактовая
- Юбилейная

## Происхождение названия
Название Могоёнок производится от названия населённого пункта Могой, которое происходит от бурятского могой — «змея».

## История
Ранее на территории населённого пункта располагалось стойбище бурят, которые жили за счёт земледелия и рыболовства, также у них был развит кожевенный промысел. Позже сюда прибыл донской казакпо фамилии Берестенников, который стал заниматься на этой территории возделыванием земли. В XVIII веке в селе произошёл крупный пожар, в результате которого населённый пункт был практически полностью уничтожен. Первым домом на пепелище был дом человека, которого звали Яков Максимов. С этого дома началось строительство единственной на то время в Могоёнке улицы Трактовой.
Ранее в окрестностях села располагалась заимка Булдакова, где располагался своего рода перегонный пункт, где происходил обмен лошадьми. Часто её посещали купцы. По словам местных жителей, купцов нередко обворовывали, после чего прятали украденное где-то в районе заимки. В окрестностях бывшей заимки нередко обнаруживаются серебряные монеты, а также другие металлические предметы, в частности подковы, замки и др. По одной версии, данные предметы остались от проживавших здесь ранее бурят, по другой — от жителей заимки. Некоторые ищут в окрестностях территории заимки Булдакова клады.
В 1930-х годах в Могоёнок были сосланы литовцы, которые построили ля себя отдельную улицу. Несколько литовских домов сохранилось до настоящего времени.
В начале 1960-х в связи с затоплением котловины Братского водохранилища по причине строительства плотины Братской ГЭС в Могоёнок были переселены жители попавшей в зону затопления деревни Малая Ерма.
В советские годы в селе функционировал колхоз «Сибиряк», который позже был переименован в колхоз имени Куйбышева, занимавшийся растениеводством и животноводством. При нём работали несколько ферм, кузница.

## Экономика
С 2000 года в селе Могоёнок функционирует крестьянско-фермерское хозяйство Петра Молева, поголовье скота в котором составляет около 670 голов. Практически закончено строительство фермы-родилки, где будут находиться коровы с телятами.
В перспективе жители села планируют восстановить существовавший во времена колхоза сельскохозяйственный комплекс.

## Инфраструктура и культура
В селе функционируют администрация муниципального образования, полная средняя общеобразовательная школа, Дом культуры, почта, ФАП.
На 2013 год в школе насчитывалось 120 учеников. На территории учебного заведения расположены столовая, гараж, несколько мастерских, спортивная площадка. Выпускается газета «Школьный вестник». В 2003 году в школе образована пионерская организация, функционируют кружки «Волшебная кисть», «Театральный калейдоскоп», «Уроки доктора Здоровье» и
«Мастерилка».
В селе есть народный ансамбль «Родник», исполняющий песни на русском и бурятском языках, руководитель которого имеет звание заслуженного работника культуры Иркутской области.

## Население
| 2002 | 2010 | 2011 | 2012 |
| ---- | ---- | ---- | ---- |
| 574  | ↘496 | ↘494 | ↗496 |